# Debi Diamond
Debi Diamond (San Fernando Valley, California; 1 de mayo de 1965) es una actriz pornográfica y modelo erótica estadounidense.

## Biografía
Apareció en su primera película pornográfica en 1983.
Debi reapareció en 2007 on Myspace después de casi 12 años fuera de los focos. En una entrevista con el periodista pornográfico Gene Ross, ella dijo que durante su ausencia se había casado (y luego divorciado) y había tenido tres hijos. Ella afirmó que se estaba planteando interpretar frente a las cámaras otra vez, lanzando su propia web y haciendo su primera aparición pública desde abandonar la industria del porno en la Convención AEE de 2008 firmando para PAW/Arrow.

## Premios

### AVN
- Paseo de la fama[3]
- 1995 Mejor Escena de Sexo Todo-Chicas - Película por The Dinner Party[4]
- 1995 Mejor Escena de Sexo Todo-Chica - Vídeo por Buttfeeslammers 4[4]
- 1995 Escena de Sexo Más Escandalosa por Depraved Fantasies[4]
- 1995 Mejor Escena de Sexo en Grupo - Película por Sex[4]
- 1994 Mujer Intérprete del Año[4]
- 1990 Mejor Escena de Sexo en Grupo - Vídeo por Gang Bangs II[4]
- 1990 Mejor Escenas de Sexo en Pareja - Vídeo por The Chameleon[4]

### F.O.X.E.
- 1995 Mujer Favorita del Público[5]

### Legends of Erotica
Paseo de la fama

#### XRCO
- Paseo de la fama[7]
- 1995 Mejor Escena de Sexo Chica-Chica por The Dinner Party[8]
- 1994 Interpretación femenina (Body of Work)[8]
- 1993 Unsung Siren[7]